# Бустаманте, Антонио
Антонио Санчес де Бустаманте-и-Сирвен (13 апреля 1865 года — 24 августа 1951) — кубинский юрист-международник, профессор Гаванского университета, сенатор Кубы.

## Семья
Отец Антонио Бустаманте, Хуан Мануэль Санчес де Бустаманте-и-Гарсиа дель Баррио был врачом в Гаване и профессором описательной анатомии в Университете Гаваны.
В 1885 году Бустаманте женился на Изабель Пулидо Пагес. У них было трое сыновей: Густаво и Антонио Артуро Санчес де Бустаманте Пулидо, оба были адвокатами, а третий сын, Дарио, умер будучи студентом юридического факультета. Один из внуков Бустаманте, Антонио Санчес де Бустаманте Монторо, также был адвокатом и профессором права в Гаванском университете.

## Учёба
Санчес де Бустаманте получил своё начальное и среднее образование в Колледже-де-Белен, Гавана, и высшее — в институте Кардинал Сиснерос, Мадрид.
Бустаманте начал изучать право в Мадридском университете Комплутенсе, в то время, как его отец служил в качестве сенатора у испанских кортесов. Бустаманте вернулся на Кубу и в 1884 году получил степень лиценциата гражданского и канонического права в Университете Гаваны. Через год он завершил докторскую диссертацию об исторической эволюции Государственного совета Кубы и получил степень доктора в Университете Гаваны.

## Трудовая деятельность
С 1913 по 1923 год Бустаманте был деканом Гаванской ассоциации адвокатов. Находясь на этой должности, в декабре 1916 года он организовал Первую Национальную юридическую конференцию. Конференция была созвана для пересмотра и обновления правовой системы Кубы.
Бустаманте был первым президентом Национальной академии искусств и литературы. Он также был одним из членов-основателей Кубинской академии испанского языка. С 1942 года до своей смерти он был президентом этой академии. Бустаманте был также основателем и президентом Кубинской ассоциации международного права.
В 1908 году Бустаманте стал членом Постоянной палаты третейского суда в Гааге. В 1921 году занял должность судьи Постоянной палаты международного правосудия, которая была образована под эгидой Лиги Наций; и был переизбран в 1930 году на второй срок, который должен был закончиться в 1942 году.

## Кодекс Бустаманте
Бустаманте является автором одной из наиболее значительных региональных кодификаций международного частного права — Кодекса Бустаманте, который был одобрен большинством государств Латинской Америки на VI Международной конференции в Гаване 20 февраля 1928 года.
Этот кодекс состоял из 437 статей, образующих вступительный раздел и четыре книги:
- I — о международном гражданском праве,
- II — о международном торговом праве,
- III — о международном уголовном праве,
- IV — о международном процессе.

Этот кодекс ратифицировали Боливия, Бразилия, Венесуэла, Республика Гаити, Гватемала, Гондурас, Доминиканская Республика, Коста-Рика, Куба, Мексика, Никарагуа, Панама, Перу, Сальвадор и Эквадор; в других американских государствах, в том числе в США, применяется в судах в качестве вспомогательного источника права.

## Другие публикации
Антонио Бустаманте был редактором Гаванского «Журнала международного права», автором региональных кодификаций «О публичном порядке в международном частном праве» (1893), «О Панамском канале и международном праве» (1895) «О начале автономии в международном частном праве» (1914), «О постоянной палате международного правосудия» (1923 и 1925), «О международном воздушном праве» (1945).